# Condado de Lake (Tennessee)
El condado de Lake (en inglés: Lake County, Tennessee), fundado en 1870, es uno de los 95 condados del estado estadounidense de Tennessee. En el año 2000 tenía una población de 7.954 habitantes con una densidad poblacional de 19 personas por km². La sede del condado es Tiptonville.

## Geografía
Según la Oficina del Censo, el condado tiene un área total de 502 km² (193,8 mi²), de la cual 423 km² (163,3 mi²) es tierra y 79 km² (30,5 mi²) es agua.

### Condados adyacentes
- Condado de Fulton norte
- Condado de Obion este
- Condado de Dyer sur
- Condado de Pemiscot oeste
- Condado de Nueva Madrid noroeste

### Áreas Nacionales protegidas
- Isom Lago Refugio Nacional de Vida Silvestre
- Reelfoot Refugio de Vida Silvestre (parte)

## Demografía
En el 2000 la renta per cápita promedia del condado era de $21,995, y el ingreso promedio para una familia era de $30,339. El ingreso per cápita para el condado era de $10,794. En 2000 los hombres tenían un ingreso per cápita de $25,082 contra $18,700 para las mujeres. Alrededor del 23.60% de la población estaba bajo el umbral de pobreza nacional.

## Lugares

### Ciudades y pueblos
- Ridgely
- Tiptonville